# Centenary Church (Tonga)
Die Centenary Church, auch Sai’one Centenary Church, ist die Kathedrale der Freien Wesleyanischen Kirche von Tonga. Sie steht im Zentrum von Nukuʻalofa und wird für die Krönung des Monarchen Tongas, zuletzt am 4. Juli 2015, genutzt.